# Алан Маршалл
Алан Маршалл (англ. Alan Marshall; 2 травня 1902, Нурат, шт. Вікторія — 21 січня 1984, Мельбурн) — австралійський письменник.

## Біографія
Дитинство Маршалла проминуло у сільській місцевості Австралії. «Уся його освіта,— писав Маршалл в автобіографічній повісті „Я вмію стрибати через калюжі“,— обмежилася кількома місяцями занять з вічно п'яним учителем… Почавши самостійне життя, батько мандрував дорогою від ферми до ферми, винаймаючись об'їжджати коней чи переганяти стада». Його батьки були простими трудівниками.
У віці шести років він перехворів на поліомієліт, залишився інвалідом, що вплинуло на його життя та літературну творчість.
Його довго не хотіли брати на роботу. Та, маючи завзяту і настійливу вдачу, Маршалл влаштувався працювати дрібним клерком у селищі неподалік від міста Мельбурна. Згодом були інші роботи — у галантерейному магазині, ритуальному бюро. Врешті-решт Алана було прийнято бухгалтером на взуттєву фабрику. У вільний час він писав репортажі про важке життя австралійських робітників періоду економічної кризи тридцятих років минулого століття. Але ці репортажі друкували лише у робітничій газеті. У той час Алан Маршалл написав також роман «Які чудові твої ніжки». На сторінках цього твору письменник змалював роботу працівників взуттєвої фабрики. Писав він також оповідання, у сюжетах яких не було ніякої вигадки. Письменник художньо обробляв їх, надаючи цим розповідям ємності і лаконічності. На літературних конкурсах ці оповідання високо оцінювали, їм присуджувалися премії, але їх не публікували. Адже видавці були впевнені, що для читачів вони будуть нецікавими. У кількох збірках письменник проявив себе як майстер-гуморист.
У роки Другої світової війни Алан Маршалл багато їздив країною, зустрічався з солдатами, які воювали в Європі. Ці зустрічі знайшли відображення у книзі нарисів письменника «Це мій народ». Книга відразу стала популярною в Австралії. Сучасник А. Маршалла, відомий австралійський письменник Венс Палмер, після виходу цих нарисів зазначив, що їх автор просто не здатний написати нудну фразу, а це незвичайний хист. Від того часу почала втілюватися у життя його мета. Алан Маршалл розпрощався з бухгалтерією і почав займатися письменницькою працею та мандрувати. Він об'їздив малодосліджені території півострова Арнемленд, тропічні північні райони Австралії. Знайомився з аборигенами, вивчав їхню мову, побут і звичаї. Записував легенди та перекази. За це отримав прізвисько Гуравілла — творець історій. Ці історії у літературній обробці автора склали книжку «Люди прадавніх часів». А. Маршалл побував також у європейських державах, колишньому СРСР. Маршалл бував в Україні, мав творчі контакти з журналом «Всесвіт», де протягом 1958—1976 pp. було опубліковано низку його творів. Окремі твори Маршалла переклали М. Пінчевський, О. Гавура та ін. Останні книжки письменника «Австралія Алана Маршалла» та «Бійці Алана Маршалла» були написані у восьмидесятих роках минулого століття. Це оповідання, замальовки, в яких поєднані реальність та фольклор, розповіді про екзотичну, на наш погляд, природу Австралії та її прекрасних людей, які люблять життя, радісно сприймають навколишній світ і вірять у добро. Помер Алан Маршалл 21 січня 1984 року у Мельбурні.

### Автобіографічні твори
- «Я вмію стрибати через калюжі», Мельбурн: F.W. Cheshire, 1955
- «Це трава, що вона скрізь росте», Мельбурн: F.W. Cheshire, 1962
- «В моєму серці», Мельбурн: F.W. Cheshire, 1963

### Збірки легенд
- «Міфи австралійських аборигенів», Мельбурн: Gold Star Publications, 1972
- «В темряву пірнаючи», Мельбурн: F.W. Cheshire & London: Wadley & Ginn, 1949

### Інші твори
- «Це мій народ», Мельбурн: F.W. Cheshire, 1944
- «Ourselves Writ Strange». Мельбурн: F.W. Cheshire, 1948
- «Які чудові твої ніжки», Мельбурн Chesterhill Press, 1949
- «Шепіт на вітрі». Ltd, 1969

## Українські переклади та видання
- Я вмію стрибати через калюжі; перекл. з англ. Мар Пінчевський. — К.: Веселка, 1979. — 166 с.
- Шепіт на вітрі; перекл. з англ. Ольги Гавури, малюнки Світлани Кім . — К.: Веселка, 1990. — 152 с.